# Мемак (кантон)
Мема́к (фр. Meymac) — кантон во Франции, находится в регионе Лимузен, департамент Коррез. Входит в состав округа Юссель.
Код INSEE кантона — 1917. Всего в кантон Мемак входят 10 коммун, из них главной коммуной является Мемак.

## Коммуны кантона
| Коммуна            | Население, чел. (2007) | Почтовый индекс | Код INSEE |
| ------------------ | ---------------------- | --------------- | --------- |
| Аллейра            | 103                    | 19200           | 19006     |
| Амбрюжа            | 208                    | 19250           | 19008     |
| Давиньяк           | 254                    | 19250           | 19071     |
| Дарне              | 343                    | 19300           | 19070     |
| Комбрессоль        | 354                    | 19250           | 19058     |
| Мемак              | 2 643                  | 19250           | 19136     |
| Моссак             | 391                    | 19250           | 19130     |
| Пере-Бель-Эр       | 100                    | 19300           | 19159     |
| Сен-Сюльпис-ле-Буа | 69                     | 19250           | 19244     |
| Судей              | 286                    | 19300           | 19263     |

## Население
Население кантона на 2007 год составляло 4 751 человек.
| 1962  | 1968  | 1975  | 1982  | 1990  | 1999  | 2006  | 2007  |
| ----- | ----- | ----- | ----- | ----- | ----- | ----- | ----- |
| 4 804 | 5 026 | 4 716 | 4 603 | 4 772 | 4 657 | 4 759 | 4 751 |